# 加藤道子
加藤 道子（かとう みちこ、1919年10月31日 - 2004年1月31日）は、日本の女優、声優。東京府東京市（現・東京都）出身。俳優・加藤精一の長女。

## 人物
東京府立第五高等女学校（現東京都立富士高等学校）卒業。
1941年、東京放送劇団第1期生として入団。
1957年から森繁久彌と共に『日曜名作座』に出演していた。
2004年1月31日、膵臓がんのため、東京都港区の病院で死去。84歳没。

## 出演作品

### テレビドラマ
- NHK朝の連続テレビ小説
  - 娘と私
  - たまゆら
  - 信子とおばあちゃん
- 花王 愛の劇場 / 愛と死と
- 次郎物語 - お浜 役

### 映画
- 盗まれた恋（能登半子）

### 劇場アニメ
- 王様のしっぽ（1949年）

### 吹き替え
- 愛の嵐（伯爵夫人（イザ・ミランダ））※日本テレビ版（BD収録）
- 看護婦物語　((シャール・コンウェイ)) ※NHK版
- 刑事コロンボシリーズ
  - シーズン4 #27 逆転の構図（シスター（ジョイス・ヴァン・パタン））
  - シーズン6 #39 黄金のバックル（ルース・リットン（ジョイス・ヴァン・パタン））
- サウンド・オブ・ミュージック（修道院長（ペギー・ウッド））※テレビ朝日版（製作50周年記念版BD収録）
- 山猫（マリア・ステラ（リナ・モレリ））※テレビ朝日旧録版（BD収録）

### 人形劇
- プルルくん（1973年 - 1976年、NHK教育）

### ラジオ
- NHK紅白歌合戦（第1回紅組司会）
- 日曜名作座（NHKラジオ第1放送）